# Johann Salvator av Österrike-Toscana

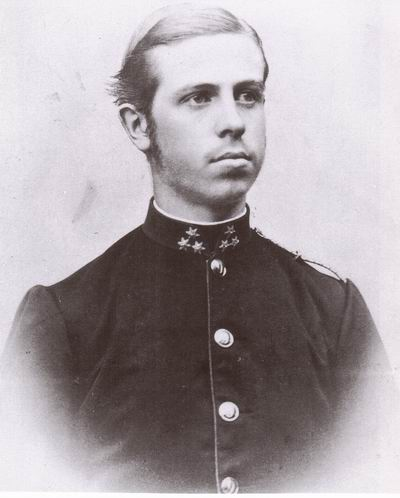
Ärkehertig Johann Salvator av Toscana

Johann Nepomuk Salvator, född i Florens den 25 november 1852, officiellt dödförklarad 1911, var en ärkehertig av Österrike och prins av Toscana.

## Biografi
Johann Salvator var yngste son till storhertig Leopold II av Toscana och bror till Ferdinand IV av Toscana, den siste habsburgske monarken över detta land innan det 1860 införlivades med Sardinien och dess furstehus tvangs i exil. 
Den unge ärkehertigen växte upp i Wien , där han efter faderns död 1870 en tid stod under förmyndarskap av sin starkt konservative släkting ärkehertig Albrecht av Österrike-Teschen. De båda stod på ytterst spänd fot med varandra.
Johann Salvator var en skicklig idrottsman och militär men också något av det österrikiska kejsarhusets "enfant terrible", både på grund av sin vilda livsstil i kretsen kring den rebelliske kronprins Rudolf och för sina liberalt radikala åsikter.
Han var divisionsbefälhavare och fältmarskalklöjtnant i Pressburg, men förflyttades 1883 till Linz sedan han publicerat en skrift där han kritiserade olika förhållanden inom armén (Drill oder Erziehung). Johann eftersträvade först Bulgariens tron men valde senare att stödja Ferdinand av Koburgs anspråk varför han 1887 entledigades från sin militärtjänst.
Måttet rågades då ärkehertigen 1889 ville gifta sig med sin mångåriga älskarinna, balettdansösen Ludmilla ("Milli") Stubl, något som var otänkbart enligt det strikta österrikiska hovprotokollet. Till följd härav avsade Johann Salvator sig alla sina kungliga titlar, sitt apanage och sin militära rang, samt antog det borgerliga namnet "Johann Orth" (efter slottet Orth som han förvärvat 1876) och lämnade Österrike. Senare samma år gifte han och Milli sig i London.
Efter att ha avsagt sig sina värdigheter företog han 1891 en världsomsegling, förliste vid Kap Horn och var därefter försvunnen. Då han antogs ha omkommit blev han 1911 officiellt dödförklarad. År 1945 dog en viss Herman Köhler i Kristiansand i Norge, och skiftesrätten i Bergen fastslog att denne var identisk med ärkehertigen. Hans efterlevande har rest krav på Österrikes tron. 